# (15907) Robot
(15907) Robot est un astéroïde de la ceinture principale.

## Description
(15907) Robot est un astéroïde de la ceinture principale. Il fut découvert par Petr Pravec le 6 octobre 1997 à Ondrejov. Il présente une orbite caractérisée par un demi-grand axe de 2,29 UA, une excentricité de 0,131 et une inclinaison de 5,33° par rapport à l'écliptique.
Il fut nommé en référence au mot « robot », inventé par l'écrivain tchèque Josef Čapek pour un homme artificiel dans la pièce R. U. R. écrite par son frère Karel Čapek en 1920.

## Compléments